# Tom Edur
Thomas „Bomber“ Edur (* 18. listopadu 1954) je bývalý estonsko-kanadský hokejový obránce.

## Hráčská kariéra
Edur byl vybrán klubem Boston Bruins ve třetím kole draftu NHL v roce 1974, 54. celkově, i když jeho profesionální debut byl v lize spravované World Hockey Association u týmu Cleveland Crusaders. Po třech sezónách v WHA, Edur vstoupil do NHL s Colorado Rockies.
V červenci 1978 ve věku 24 let, po pouhých dvou sezónách v NHL (s Colorado a Pittsburgh Penguins), Edur odešel z profesionálního hokeje.
Edur byl později draftován Edmontonem Oilers, když odešel z WHA kvůli NHL, nicméně, on opět odmítl možnost se stát znovu profesionálním hokejistou a věnoval se plným časem činnosti Svědků Jehovových. Momentálně slouží jako člen výboru pobočky v estonské pobočce svědků Jehovových.

## Transakce
- Srpen 1973 – Edur podepsal jako volný hráč s Cleveland Crusaders
- 28. května 1974 – Draftován ve 3. kole, 54, celkově Boston Bruins v roce 1974 NHL Draftu
- 7. září 1977 – Práva vyměněna do Boston Bruins do Colorado Rockies za peníze
- 2. prosince, 1977 – Vyměněn do Colorada Rockies do Pittsburgh Penguins za Dennise Owchara
- 13. června 1979 – Vybránjako 12. Edmontonem Oilers v rozšiřujícím draftu 1979 NHL

## Statistiky kariéry
| Regular Season | Regular Season      | Regular Season | Regular Season | Regular Season | Playoffs | Playoffs | Playoffs | Playoffs | Playoffs |   |     |     |
| Season         | Team                | League         | GP             | G              | A        | Pts      | PIM      | GP       | G        | A | Pts | PIM |
| -------------- | ------------------- | -------------- | -------------- | -------------- | -------- | -------- | -------- | -------- | -------- | - | --- | --- |
| 1972–73        | Toronto Marlboros   | OHA            | 57             | 14             | 48       | 62       | 32       | —        | —        | — | —   | —   |
| 1973–74        | Cleveland Crusaders | WHA            | 76             | 7              | 31       | 38       | 26       | 5        | 1        | 2 | 3   | 0   |
| 1974–75        | Cleveland Crusaders | WHA            | 61             | 3              | 20       | 23       | 28       | 5        | 2        | 0 | 2   | 0   |
| 1975–76        | Cleveland Crusaders | WHA            | 80             | 7              | 28       | 35       | 62       | 3        | 0        | 2 | 2   | 0   |
| 1976–77        | Colorado Rockies    | NHL            | 80             | 7              | 25       | 32       | 39       | —        | —        | — | —   | —   |
| 1977–78        | Colorado Rockies    | NHL            | 20             | 5              | 7        | 12       | 10       | —        | —        | — | —   | —   |
| 1977–78        | Pittsburgh Penguins | NHL            | 58             | 5              | 38       | 43       | 18       | —        | —        | — | —   | —   |
| NHL totals     | NHL totals          | NHL totals     | 158            | 17             | 70       | 87       | 67       | —        | —        | — | —   | —   |
| WHA totals     | WHA totals          | WHA totals     | 217            | 17             | 79       | 96       | 116      | 13       | 3        | 4 | 7   | 0   |